# Вейверлі (Канзас)
Вейверлі (англ. Waverly) — місто (англ. city) в США, в окрузі Коффі штату Канзас. Населення — 574 особи (2020).

## Географія
Вейверлі розташоване за координатами 38°23′45″ пн. ш. 95°36′18″ зх. д. / 38.39583° пн. ш. 95.60500° зх. д. (38.395806, -95.605074).  За даними Бюро перепису населення США в 2010 році місто мало площу 1,90 км², з яких 1,88 км² — суходіл та 0,02 км² — водойми.

## Демографія
Згідно з переписом 2010 року, у місті мешкали 592 особи в 229 домогосподарствах у складі 147 родин. Густота населення становила 312 особи/км².  Було 274 помешкання (145/км²).
Расовий склад населення:
| - 96,5 % — білих - 0,7 % — корінних американців - 0,2 % — азіатів |

До двох чи більше рас належало 2,7 %. Частка іспаномовних становила 2,7 % від усіх жителів.
За віковим діапазоном населення розподілялося таким чином: 25,7 % — особи молодші 18 років, 54,0 % — особи у віці 18—64 років, 20,3 % — особи у віці 65 років та старші. Медіана віку мешканця становила 39,2 року. На 100 осіб жіночої статі у місті припадало 80,5 чоловіків;  на 100 жінок у віці від 18 років та старших — 79,6 чоловіків також старших 18 років.
Середній дохід на одне домашнє господарство  становив 56 319 доларів США (медіана — 37 969), а середній дохід на одну сім'ю — 63 450 доларів (медіана — 52 344). Медіана доходів становила 62 813 долари для чоловіків та 28 750 доларів для жінок. За межею бідності перебувало 18,5 % осіб, у тому числі 30,7 % дітей у віці до 18 років та 8,0 % осіб у віці 65 років та старших.
Цивільне працевлаштоване населення становило 244 особи. Основні галузі зайнятості: освіта, охорона здоров'я та соціальна допомога — 25,4 %, роздрібна торгівля — 20,9 %, транспорт — 12,7 %, виробництво — 9,0 %.